# Невідсортований матеріал

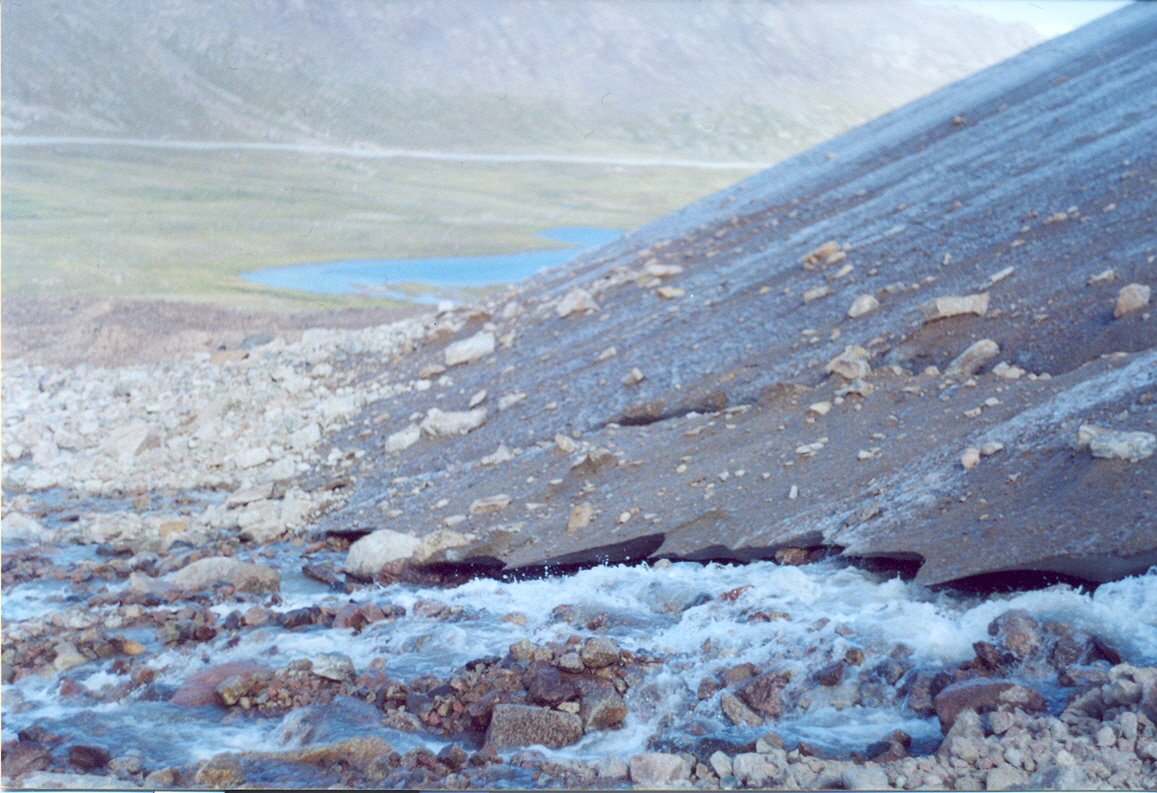
Танучий край гірського льодовика (Тянь-Шань, Терськей Ала-Тоо, верхів'я р. Барскаон). У міру переміщення льоду вниз (течії) і одночасного танення, уламки гірських порід, що містяться в льоду, накопичуються перед краєм льодовика, формуючи кінцеву морену.

Невідсортований матеріал — в літології — осадові гірські породи, які складаються з уламків різних за розміром, складом і ступенем обкатано-сті. Найхарактерніший для пролювіальних, селевих, делювіальних і льодовикових континентальних відкладів. Приклад — морени.